# 建和軸承
建和軸承有限公司，簡稱建和軸承（英語：Kian Ho Bearings Limited，SGX：K22），在1956年由郭贊雷創立，現時由郭志阳主理公司。
業務主要經營各種類型軸承，總部位於5, Changi South Street 3 Singapore 486117（新加坡樟宜南街3號5樓）。地區包括印度、中国大陆、台湾、韩国、澳洲、纽西兰、北美洲、欧洲、非洲与中东。股份在1995年11月10日於新加坡交易所創業板上市，直至1998年2月2日轉在主板上市。